# Симмонс, Линторн
Сэр Линторн Симмонс (англ. Sir Lintorn Simmons; 12 февраля 1821, Сомерсет — 14 февраля 1903, Гэмпшир) — британский фельдмаршал (1890), Главный королевский инженер (1875—1880), губернатор Мальты (1884—1888).

## Биография
Родился в 1821 году в графстве Сомерсет в семье капитана британской королевской артиллерии. Закончил сперва Колледж Елизаветы на острове Гернси, а затем Королевскую военную академию в Вулидже, откуда был выпущен в 1837 году младшим лейтенантом в инженерные войска. Около 1839 года в чине лейтенанта инженерных войск был направлен в Британскую Канаду, где участвовал в демаркации спорных участков границы с США. В 1847—53 годах работал инспектором британских железных дорог, в обязанности которого входило расследование железнодорожных аварий.
В 1853 году, находясь в отпуске в Константинополе, узнал о начале Крымской войны, после чего в чине капитана исполнял должность британского военного советника в турецкой армии, сражавшейся против России. Участвовал в обороне Силистрии, битве при Евпатории, битве за Севастополь по-прежнему в качестве военного советника в составе турецкой армии. Полковник (1857).
В дальнейшем занимал должности британского консула в Варшаве (1858—1860(?)), директора Королевской военно-инженерной школы в Чатеме (1865—69), заместителя директора а затем и директора Королевской военной академии в Вулидже (ок. 1869—1875). В 1875 году был повышен в звании до полного генерала. Параллельно с обязанностями директора академии снова несколько лет занимал пост ответственного за расследования железнодорожных происшествий. 
Губернатор Мальты (в составе Британии; 1884—1888), посол Великобритании при Святом Престоле (1889). В 1890 был произведён в фельдмаршалы и вышел в отставку.
Остаток жизни провёл в Гемпшире, где скончался в 1903 году.
Был дважды женат и имел по одной дочери от каждого брака.
Фельдмаршал Симмонс интересен тем, что несмотря на долгую и разнообразную карьеру (военного инженера, преподавателя, дипломата, землемера, следователя, губернатора, военного советника и так далее) он формально ни разу не участвовал в боевых действиях в составе британской армии. 